# Augusta RiverHawks
Augusta RiverHawks byl profesionální americký klub ledního hokeje, který sídlil v Augustě ve státě Georgie. V letech 2010–2013 působil v profesionální soutěži Southern Professional Hockey League. RiverHawks ve své poslední sezóně v SPHL skončily v základní části. Své domácí zápasy odehrával v hale James Brown Arena s kapacitou 6 557 diváků. Klubové barvy byly červená, bílá a námořnická modř.
Zanikl v roce 2013. O dva roky později byla frančíza přestěhována do Maconu, kde byl vytvořen tým Macon Mayhem.

## Přehled ligové účasti
Zdroj: 
- 2010–2013: Southern Professional Hockey League